# Rundfunkdienst über Satelliten

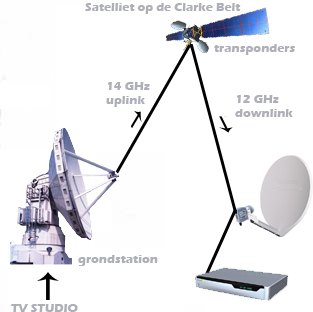
Rundfunkdienst über Satelliten, hier Prinzip TV-S Rundfunk
- Erdfunkstelle
- Speiseverbindung (uplink)
- Weltraumfunkstelle
- Empfangsantenne, LNB, und SAT-Empfänger

Rundfunkdienst über Satelliten (englisch – broadcasting-satellite service [BSS]) ist – entsprechend Artikel 1.39 der Vollzugsordnung für den Funkdienst (VO Funk) der Internationalen Fernmeldeunion (ITU) – definiert als
- „a) Funkdienst, bei dem die Signale, die von Weltraumfunkstellen ausgesendet oder vermittelt werden, zum unmittelbaren Empfang durch die Allgemeinheit bestimmt sind und der Tonsendungen, Fernsehsendungen oder andere Arten von Sendungen umfassen kann, sowie
- b) Funkdienst, dessen Funknutzungen die wesentlichen technischen Merkmale der Funknutzungen unter Buchstabe a besitzen; die Funknutzungen unter Buchstabe a genießen Priorität.“[2].

## Klassifikation
Die VO Funk kategorisiert diesen Funkdienst wie folgt:
- Rundfunkdienst (Artikel 1.38)
  - Rundfunkdienst über Satelliten (Artikel 1.39)

Neben den zum Empfang der Fernseh- und Hörfunkprogramme erforderlichen Empfangsgeräten kommen in diesem Funkdienst im Allgemeinen Erdfunkstellen und Weltraumfunkstellen zum Einsatz.

Hardware Rundfunkdienst über Satelliten
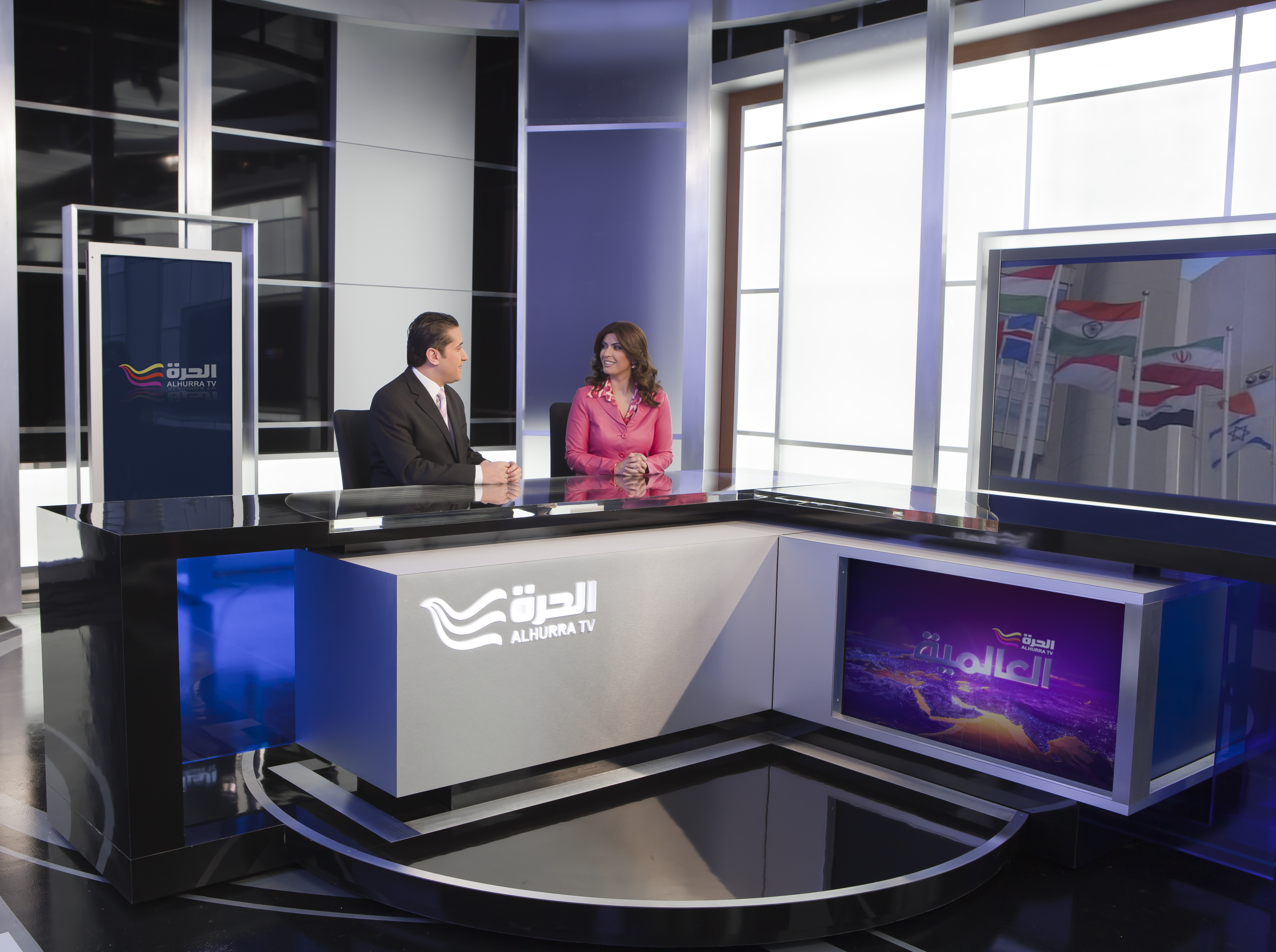
Rundfunkstudio in Springfield, 2011
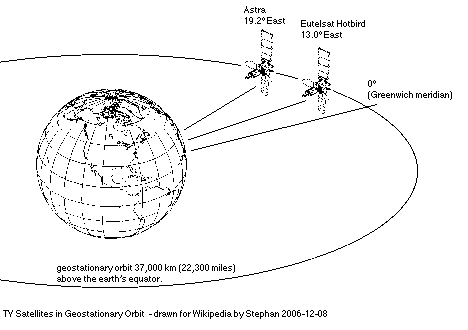
Rundfunksatelliten auf geostationärer Umlaufbahn
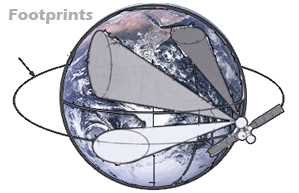
Ausleuchtzonen (footprints) von Rundfunksatelliten
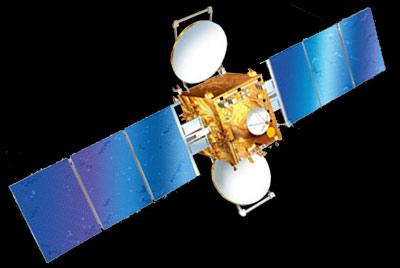
„INSAT 3E“ Rundfunksatelliten mit entfaltetem Solarsegel
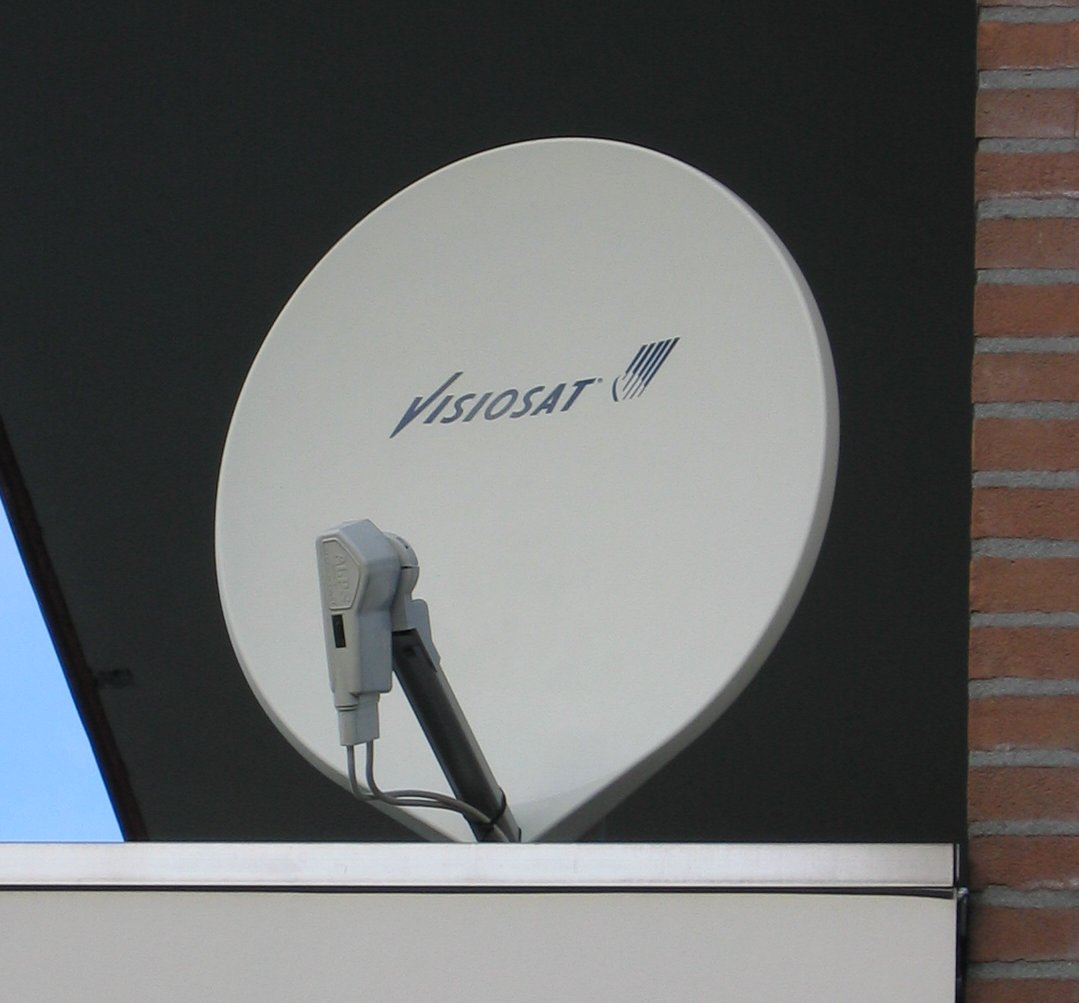
Offset Satelliten-Empfangsantenne
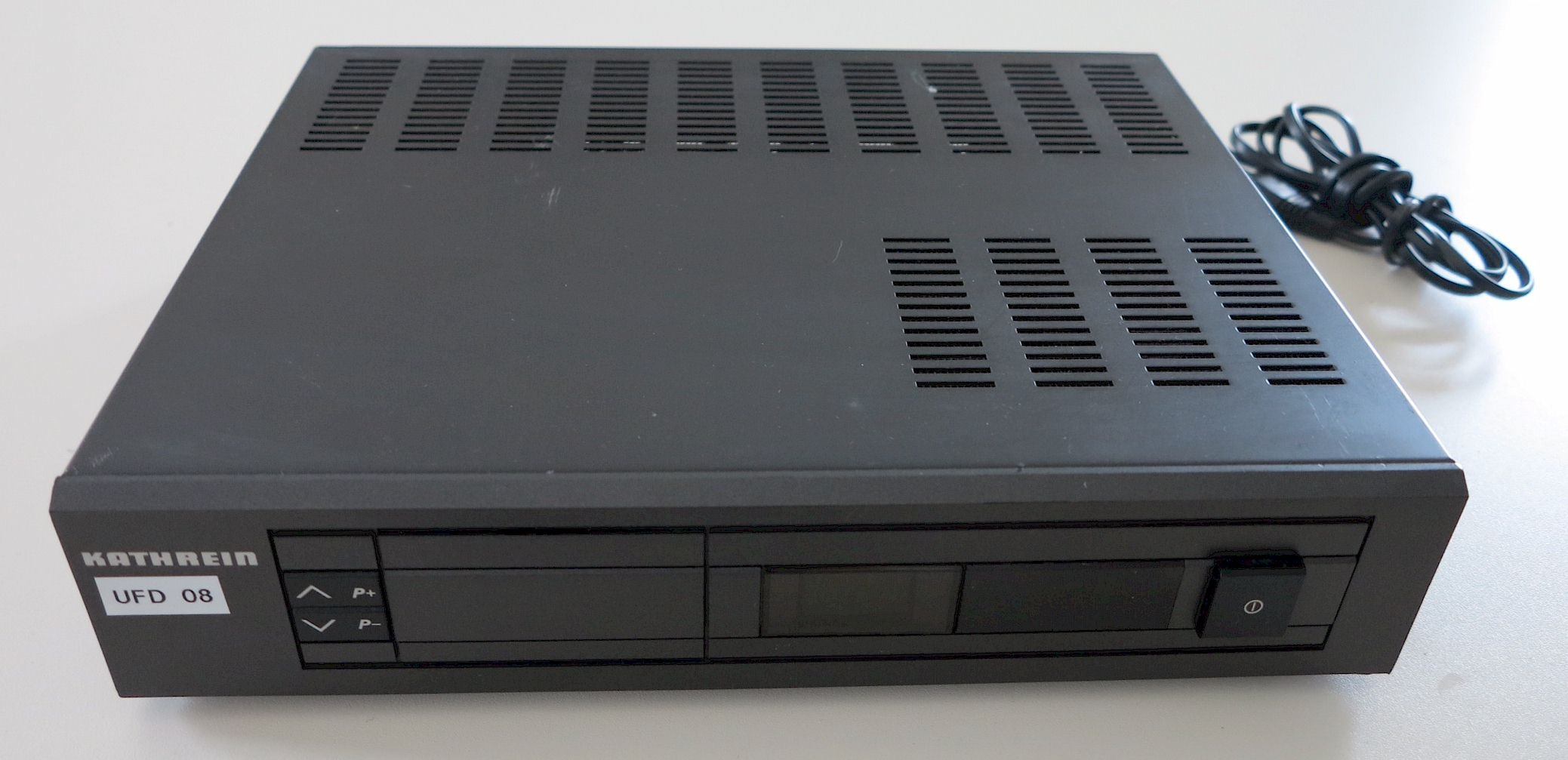
„Kathrein UFD 08“ DVB-S Analog-Receiver, 1986
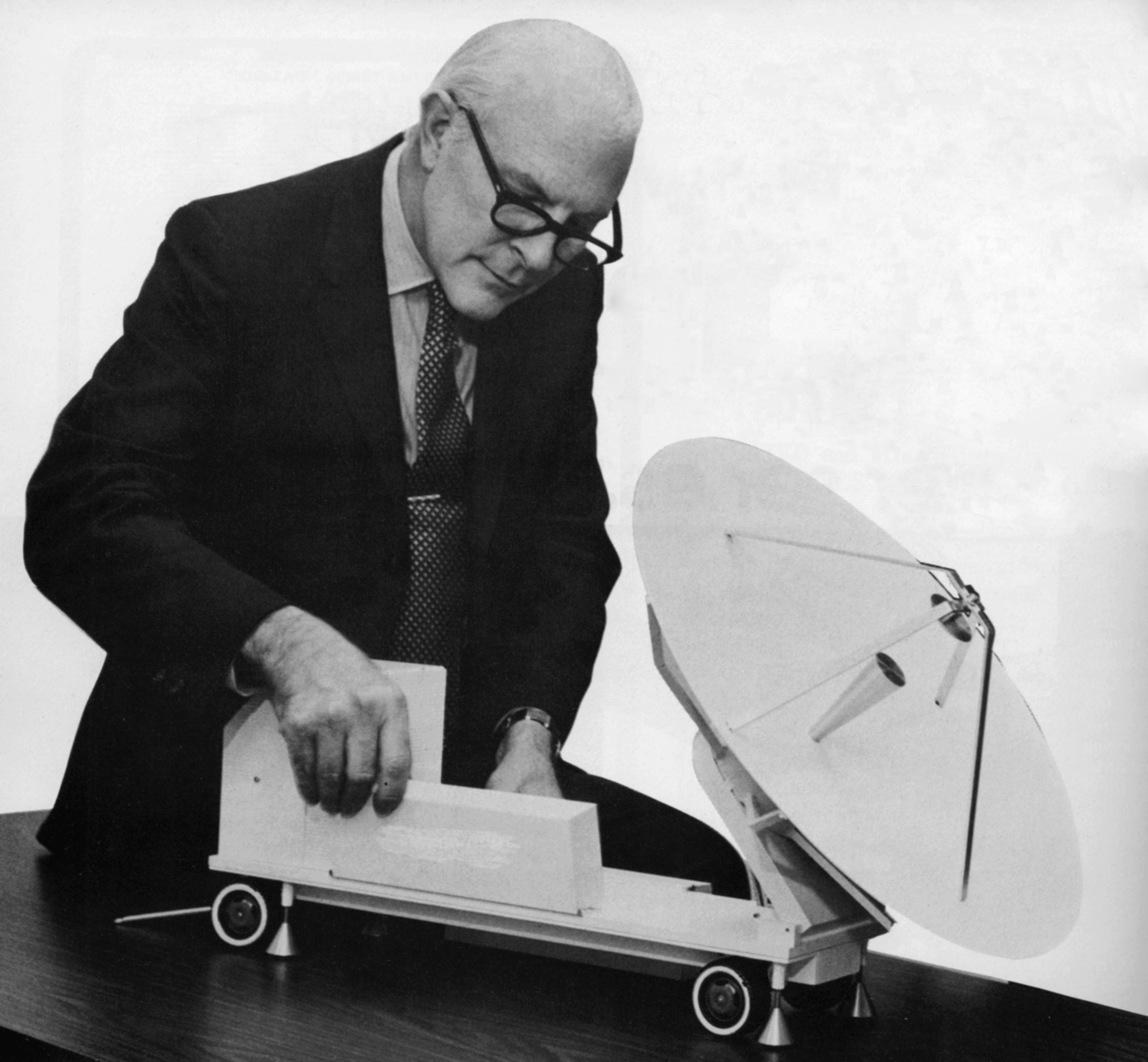
Erdfunkstelle BSS

## Frequenzzuweisung
Die Zuweisung bestimmter Frequenzbereiche an diesen Funkdienst erfolgt in Übereinstimmung mit Artikel 5 der VO Funk (Ausgabe 2012).
Zur möglichst sparsamen, effizienten und harmonisierten Frequenznutzung sind diese Frequenzzuweisungen in Zuständigkeit der betreffenden Frequenzverwaltung (Hoheitsträger und Behörden) in nationalen Plänen und Verordnungen diskriminierungsfrei verfügbar. Zuweisungen können primär, sekundär, exklusiv oder geschärt sein. Wobei für diesen Funkdienst jedoch in der Regel Primärzuweisungen erfolgen.
- Primärzuweisung = Darstellung mit GROSSBUCHSTABEN (siehe Beispieldarstellung)
- Sekundärzuweisung = Darstellung in Kleinbuchstaben / Normalschreibweise

| Zuweisung an Funkdienste | | |
| Region 1 | Region 2 | Region 3 |
| 1 452–1 492 MHz FESTER FUNKDIENST MOBILFUNKDIENST außer mobiler Flugfunkdienst RUNDFUNKDIENST RUNDFUNKDIENST ÜBER SATELLITEN                                                                                               | 1 452–1 492 FESTER FUNKDIENST MOBILFUNKDIENST RUNDFUNKDIENST RUNDFUNKDIENST ÜBER SATELLITEN | 1 452–1 492 FESTER FUNKDIENST MOBILFUNKDIENST RUNDFUNKDIENST RUNDFUNKDIENST ÜBER SATELLITEN                                                                          |
| 2 520–2 655 FESTER FUNKDIENST MOBILFUNKDIENST außer mobiler Flugfunkdienst RUNDFUNKDIENST ÜBER SATELLITEN | 2 520–2 655 FESTER FUNKDIENST FESTER FUNKDIENST ÜBER SATELLITEN (Richtung Weltraum-Erde) MOBILFUNKDIENST außer mobiler Flugfunkdienst RUNDFUNKDIENST ÜBER SATELLITEN | 2 520–2 535 FESTER FUNKDIENST FESTER FUNKDIENST ÜBER SATELLITEN (Richtung Weltraum-Erde) MOBILFUNKDIENST außer mobiler Flugfunkdienst RUNDFUNKDIENST ÜBER SATELLITEN |
| 2 520–2 655 FESTER FUNKDIENST MOBILFUNKDIENST außer mobiler Flugfunkdienst RUNDFUNKDIENST ÜBER SATELLITEN | 2 520–2 655 FESTER FUNKDIENST FESTER FUNKDIENST ÜBER SATELLITEN (Richtung Weltraum-Erde) MOBILFUNKDIENST außer mobiler Flugfunkdienst RUNDFUNKDIENST ÜBER SATELLITEN | 2 535–2 655 FESTER FUNKDIENST MOBILFUNKDIENST außer mobiler Flugfunkdienst RUNDFUNKDIENST ÜBER SATELLITEN                                                            |
| 2 655–2 670 FESTER FUNKDIENST MOBILFUNKDIENST außer mobiler Flugfunkdienst RUNDFUNKDIENST ÜBER SATELLITEN Erderkundungsfunkdienst über Satelliten (passiv) Radioastronomiefunkdienst Weltraumforschungsfunkdienst (passiv) | 2 655–2 670 FESTER FUNKDIENST FESTER FUNKDIENST ÜBER SATELLITEN (Richtung Weltraum-Erde) MOBILFUNKDIENST außer mobiler Flugfunkdienst RUNDFUNKDIENST ÜBER SATELLITEN Erderkundungsfunkdienst über Satelliten (passiv) Radioastronomiefunkdienst Weltraumforschungsfunkdienst (passiv) | |
| | | |
| 11,7–12,5 GHz FESTER FUNKDIENST MOBILFUNKDIENST außer mobiler Flugfunkdienst RUNDFUNKDIENST RUNDFUNKDIENST ÜBER SATELLITEN                                                                                                 | 12,2–12,7 FESTER FUNKDIENST MOBILFUNKDIENST außer mobiler Flugfunkdienst RUNDFUNKDIENST RUNDFUNKDIENST ÜBER SATELLITEN | 11,7–12,2 FESTER FUNKDIENST MOBILFUNKDIENST außer mobiler Flugfunkdienst RUNDFUNKDIENST RUNDFUNKDIENST ÜBER SATELLITEN                                               |
| | | 12,5–12,75 FESTER FUNKDIENST FESTER FUNKDIENST ÜBER SATELLITEN (Richtung Weltraum-Erde) MOBILFUNKDIENST außer mobiler Flugfunkdienst RUNDFUNKDIENST ÜBER SATELLITEN  |
| | 17,3–17,7 FESTER FUNKDIENST ÜBER SATELLITEN (Richtung Weltraum-Erde) RUNDFUNKDIENST ÜBER SATELLITEN Nichtnavigatorischer Ortungsfunkdienst | |
| | 17,7–17,8 FESTER FUNKDIENST FESTER FUNKDIENST ÜBER SATELLITEN (Richtung Weltraum-Erde) (Richtung Erde-Weltraum) RUNDFUNKDIENST ÜBER SATELLITEN Mobilfunkdienst | |
| 21,4–22 FESTER FUNKDIENST MOBILFUNKDIENST RUNDFUNKDIENST ÜBER SATELLITEN | | 21,4–22 FESTER FUNKDIENST MOBILFUNKDIENST RUNDFUNKDIENST ÜBER SATELLITEN                                                                                             |
| 40,5–41 FESTER FUNKDIENST FESTER FUNKDIENST ÜBER SATELLITEN (Richtung Weltraum-Erde) RUNDFUNKDIENST RUNDFUNKDIENST ÜBER SATELLITEN                                                                                         | 40,5–41 FESTER FUNKDIENST FESTER FUNKDIENST ÜBER SATELLITEN (Richtung Weltraum-Erde) RUNDFUNKDIENST ÜBER SATELLITEN Mobilfunkdienst Mobilfunkdienst über Satelliten (Richtung Erde-Weltraum)                                                                                          | 40,5–41 FESTER FUNKDIENST FESTER FUNKDIENST ÜBER SATELLITEN (Richtung Weltraum-Erde) RUNDFUNKDIENST ÜBER SATELLITEN Mobilfunkdienst                                  |
| 41–42,5 FESTER FUNKDIENST FESTER FUNKDIENST ÜBER SATELLITEN (Richtung Weltraum-Erde) RUNDFUNKDIENST RUNDFUNKDIENST ÜBER SATELLITEN Mobilfunkdienst                                                                         | | |